# Voto capitario
Il voto capitario, nel diritto societario, consiste nella regola per la quale ogni socio è titolare di un singolo voto indipendentemente dal numero delle azioni possedute o rappresentate.
Si tratta di una caratteristica tipica delle società cooperative e delle banche popolari: in tali tipi di società, infatti, ogni socio ha diritto a un voto in Assemblea, indipendentemente dal valore della propria quota di capitale sociale, mentre nelle società per azioni i voti sono attribuiti in proporzione al numero di azioni possedute da ogni socio.